# Automotrici FE A.62-70
Le automotrici A.62 ÷70 sono rotabili automotori termici alimentati a gasolio, a scartamento ridotto (950 mm), costruiti dalla Fiat Ferroviaria negli anni trenta per il servizio viaggiatori delle Ferrovie eritree di cui alcuni esemplari sono ancora in servizio.

## Storia
Le automotrici furono costruite dalla Fiat, secondo un progetto derivato strettamente da quello del gruppo ALn 56; vennero immatricolate, dal loro arrivo in Asmara, intorno al 1936, con i numeri da 62 a 70. Rappresentarono un importante progresso nel servizio ferroviario della Ferrovia Massaua-Asmara e del suo prolungamento, in quanto dimezzarono i tempi di viaggio.  Vennero prodotte con allestimenti diversi; le unità da A.62 a A.68 per servizio viaggiatori con 32 posti a sedere. Le unità A.69 e A.70 come furgone merci e panche di legno. Negli anni del secondo dopoguerra, continuarono a servire il trasporto locale. Dopo un periodo di abbandono, alcune unità sono state rimesse in ordine di marcia a cura delle maestranze locali eritree.

## Tecnica
Le automotrici hanno la cassa a struttura tubolare saldata, che poggia direttamente sui due carrelli, mediante un perno e dei rulli di scorrimento. Sulle testate si trova il dispositivo di aggancio a barra rigida. 
I carrelli sono molto semplici, con un telaio in acciaio saldato, formato essenzialmente da due longheroni su cui poggia la cassa per mezzo di rulli scorrevoli. Le sospensioni sono a balestra corta di tipo camionistico. La sede del perno è in posizione asimmetrica rispetto al centro del telaio, al fine di aumentare il peso gravante sull'asse motore. Il motore è allestito sopra il primo asse, e tutta la meccanica è contenuta entro il carrello. 
Le A.62 ÷ 70 montavano in origine una coppia di motori diesel, tipo 356 C a iniezione indiretta (con precamera), a sei cilindri in linea capaci di erogare 85 kW ciascuno.